# Toshio Matsuura
Toshio Matsuura (松浦 敏夫, Matsu'ura Toshio), né le 20 novembre 1955 à Yokohama au Japon, est un ancien joueur et aujourd'hui entraîneur de football japonais.

## Palmarès
- Meilleur buteur de la J. League : 1987, 1988